# Юрьево (Некрасовское сельское поселение)
Юрьево — деревня в Ярославском районе Ярославской области. Расположена на реке Березняк около посёлка Михайловский.
Постоянное население на 1 января 2007 года — 4 человека.

## История

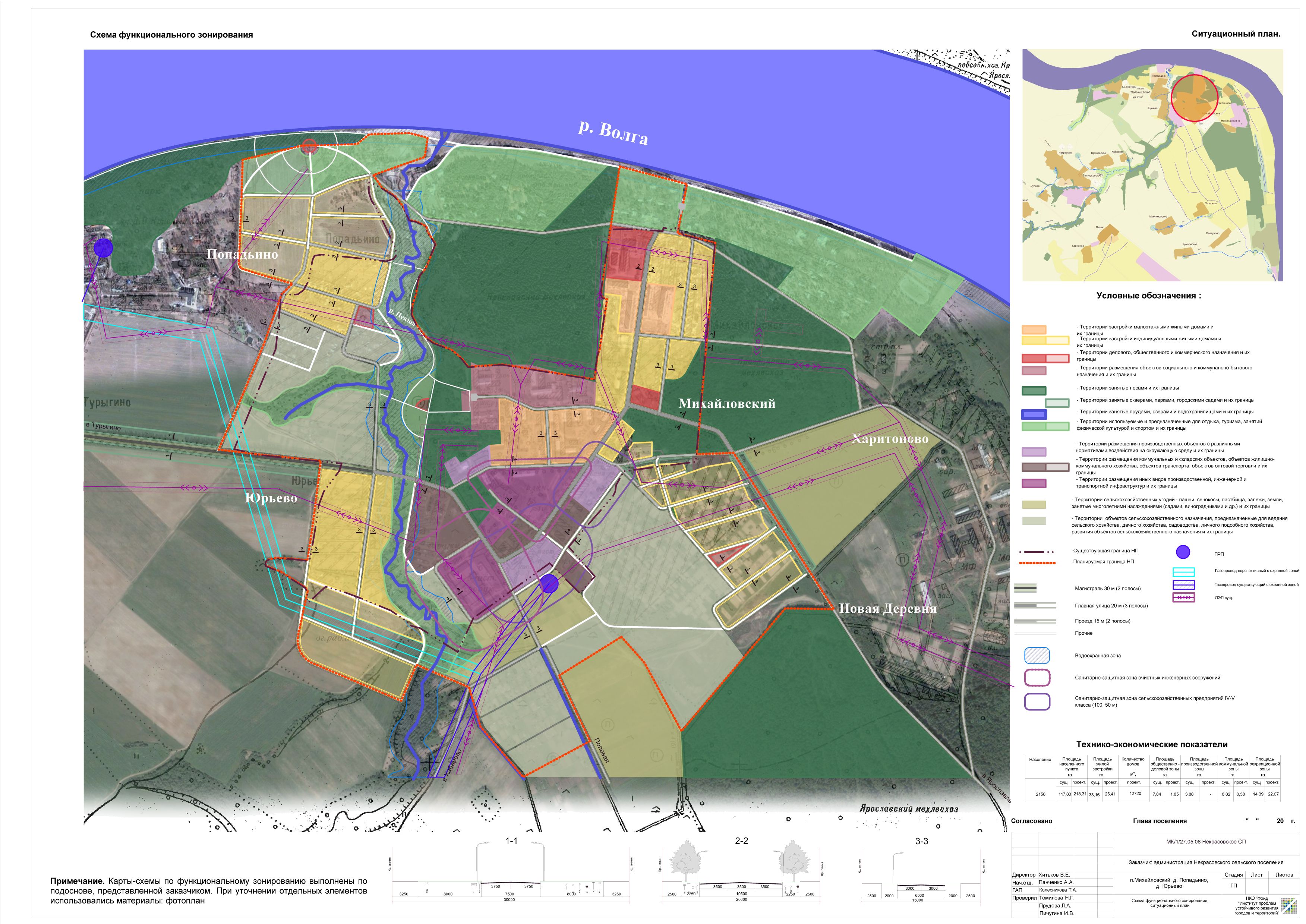
Генеральный план 2008 года

Точная дата возникновения деревни не известна. Относительно её основания существует лишь легенда, что её основали два брата, которые путешествовали по этим местам. Изначально деревня относилась к Норской волости Ярославского уезда. Затем с созданием Ярославского района деревня стала относится к Некрасовскому сельскому совету. В данный момент деревня находится в Некрасовском сельском поселении Ярославского муниципального района.
Деревня была достаточно зажиточной. Согласно справочнику Ярославской губернии 1886 года в деревне Юрьево существовало 6 крестьянских хозяйств.
Относительно деревни до 1861 года известно, что данные земли по реке Пёкше (вместе с Заячьим Холмом) принадлежали отставному поручику Толбухину. Наиболее зажиточной и уважаемой фамилией деревни была семья Огневых. Пётр Николаевич Огнев был управляющим поручика Толбухина, а затем служил у купца Пастухова и многое сделал для развития деревни. До конца XX века большинство жителей деревни составляли потомки брата Петра Николаевича Арсения Николаевича. Некоторые живут в деревне и по сей день.
Были также и другие знатные семьи деревни: Проказовы, Полетаевы.

## Население
| 2007 | 2008 | 2010 |
| ---- | ---- | ---- |
| 4    | ↗5   | ↗7   |

### Историческая численность населения
По состоянию на 1989 год в деревне проживало 6 человек.